# Castilenti
Castilenti är en ort och kommun i provinsen Teramo i regionen Abruzzo i Italien. Kommunen hade 1 381 invånare (2018).